# 리 결의안

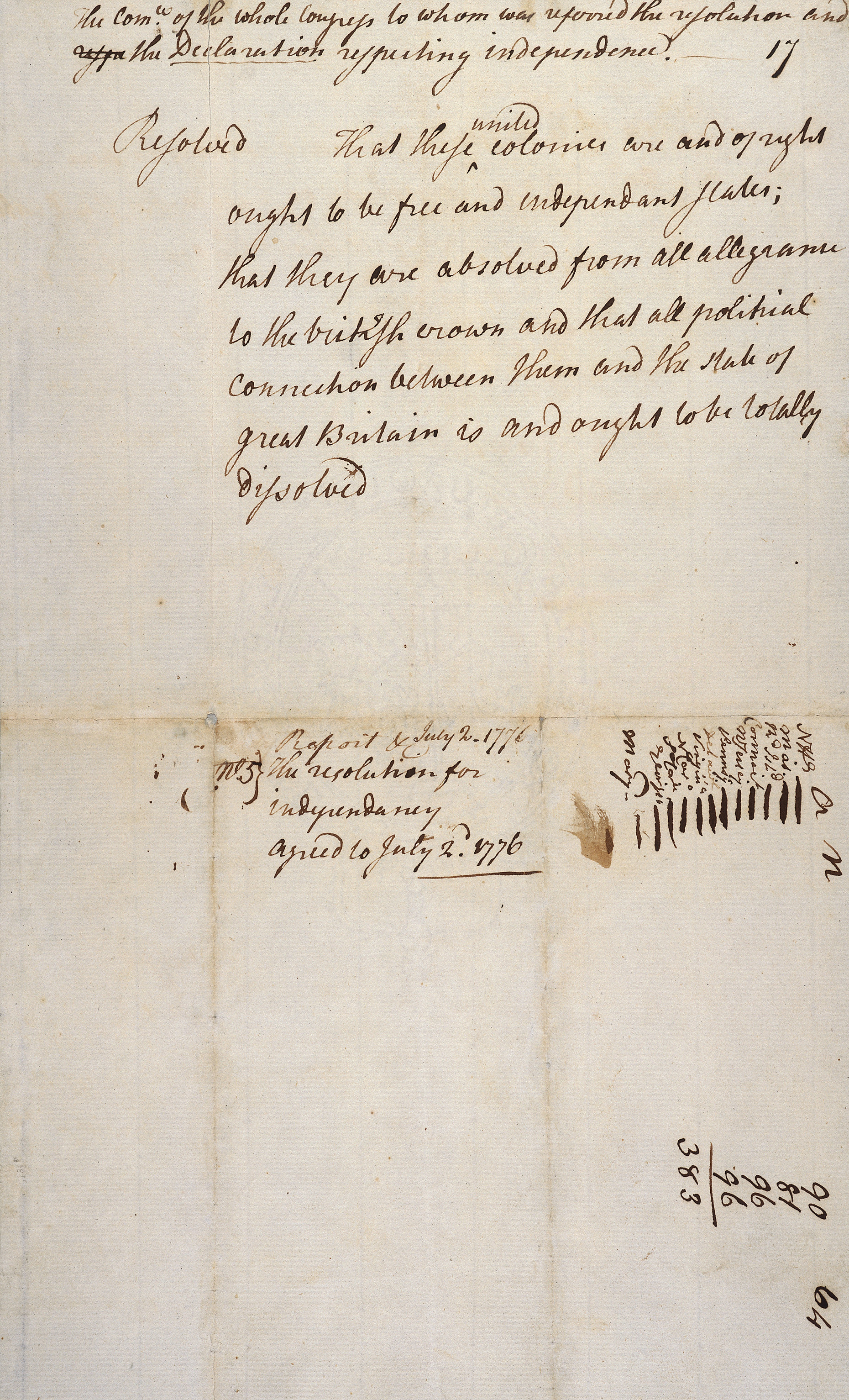
대륙회의 비서 찰스 톰슨이 손으로 쓴 "1776년 7월 2일 독립에 합의한 결의안". 톰슨이 오른쪽 아래에 표시한 것은 독립에 찬성표를 던진 12개 식민지를 나타내고, 뉴욕 식민지는 기권했다.

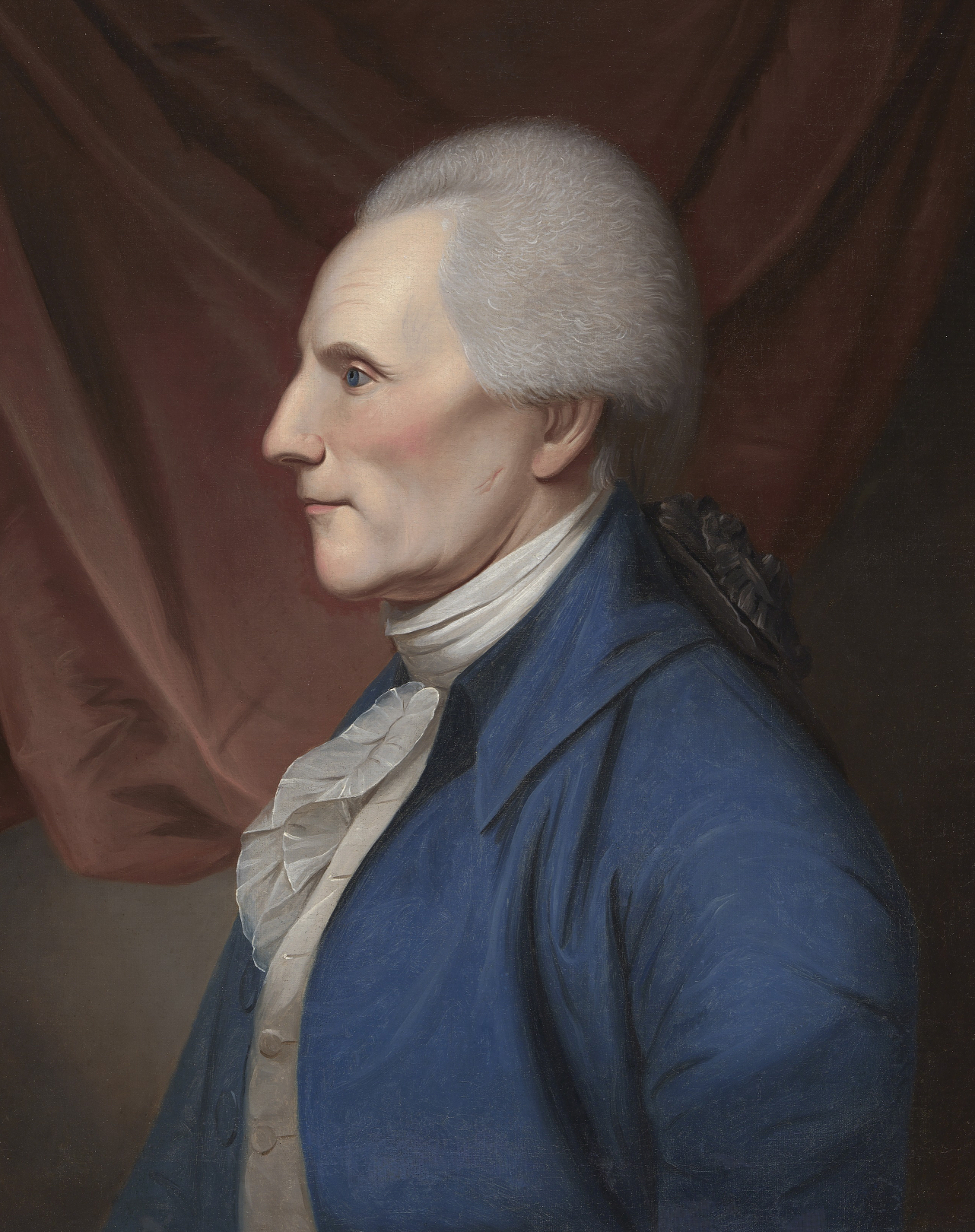
리처드 헨리 리가 1776년 6월 7일 결의안을 제안했다.

리 결의안(영어: Lee Resolution)은 "독립 결의안"(영어: The Resolution for Independence)으로도 알려져 있으며, 1776년 7월 2일 제2차 대륙회의에서 통과된 공식적인 선언문으로, 13개 식민지(당시에는 식민지 연합으로 불림)가 "자유롭고 독립적인 국가"이며 대영 제국으로부터 분리됨을 결의했다. 이로써 미국이 탄생했으며, 이 법안 소식은 그날 저녁 더 펜실베이니아 이브닝 포스트에, 그리고 다음 날 펜실베이니아 가제트에 보도되었다. 독립을 공식적으로 발표하고 설명한 미국 독립선언은 이틀 뒤인 1776년 7월 4일에 승인되었다.
이 결의안은 버지니아 식민지의 리처드 헨리 리의 이름을 따서 명명되었는데, 그는 제5차 버지니아 회의와 그 의장 에드먼드 펜들턴으로부터 지시와 문구를 받아 대륙회의에 이를 제안했다. 리의 완전한 결의안은 세 부분으로 구성되어 1776년 6월 7일 대륙회의에서 심의되었다. 독립 문제와 더불어, 이 결의안은 미국의 대외 관계를 위한 계획을 수립하고, 주들이 고려할 연합 계획을 준비할 것을 제안했다. 대륙회의는 이 세 부분을 각각 별도로 다루기로 결정했다.
일부 자료에 따르면, 리는 버지니아 회의의 지시를 거의 그대로 사용했다고 한다. 결의안의 첫 부분에 대한 투표는 주들의 지지와 독립에 대한 입법 지침을 확보할 시간을 주기 위해 몇 주 동안 연기되었다. 그러나 사건의 긴급성으로 인해 다른, 덜 논쟁적인 조항들을 즉시 고려해야 했다. 6월 10일, 대륙회의는 결의안이 통과될 경우 독립선언 초안을 작성할 위원회를 구성하기로 결정했으며, 다음 날 존 애덤스, 토머스 제퍼슨, 벤저민 프랭클린, 로저 셔먼, 로버트 R. 리빙스턴이 이를 위한 5인 위원회로 임명되었다. 같은 날, 대륙회의는 결의안의 나머지 두 부분을 개발하기 위해 두 개의 다른 위원회를 구성하기로 결정했다. 다음 날, 5인으로 구성된 또 다른 위원회(존 디킨슨, 벤저민 프랭클린, 존 애덤스, 벤저민 해리슨 5세, 로버트 모리스)가 외국에 제안할 조약 계획을 준비하기 위해 설립되었으며, 각 식민지에서 한 명씩 구성된 세 번째 위원회가 주들의 연합을 위한 헌법 초안을 준비하기 위해 만들어졌다.
조약 계획을 준비하기 위해 임명된 위원회는 7월 18일에 첫 보고서를 제출했는데, 주로 존 애덤스의 저술이었다. 문서의 제한적인 인쇄가 승인되었고, 다음 5주 동안 대륙회의에서 검토 및 수정되었다. 8월 27일, 수정된 조약 계획은 수정안에 관한 지침을 개발하기 위해 위원회로 다시 회부되었고, 리처드 헨리 리와 제임스 윌슨이 위원회에 추가되었다. 이틀 뒤, 위원회는 추가 지침을 준비하여 대륙회의에 보고할 권한을 부여받았다. 모범 조약의 공식 버전은 9월 17일에 채택되었다. 9월 24일, 대륙회의는 조약 계획에 제공된 템플릿에 따라 프랑스와의 조약을 얻기 위한 특사들의 협상 지침을 승인했다. 다음 날, 벤저민 프랭클린, 사일러스 딘, 토머스 제퍼슨이 프랑 궁정의 특사로 선출되었다. 영국과의 전쟁에서 승리하고 새로 선언된 국가가 살아남으려면 프랑스와의 동맹이 필수적이라고 여겨졌다.
연합 계획을 입안하는 위원회는 존 디킨슨이 의장을 맡았으며, 1776년 7월 12일 대륙회의에 초기 결과를 제출했다. 주권, 연합 정부에 부여될 정확한 권한, 사법부 설치 여부, 투표 절차 등 여러 문제에 대해 오랜 논쟁이 이어졌다. 연합규약의 최종 초안은 1777년 여름에 준비되었고, 1년 간의 논쟁 끝에 1777년 11월 15일 개별 주의 비준을 위해 대륙회의에서 승인되었다. 이 조약은 그 이후로 계속 사용되었지만, 모든 주에서 비준된 것은 거의 4년 뒤인 1781년 3월 1일이었다.

## 독립을 향하여
1775년 미국 독립 전쟁이 시작될 때, 영국령 북아메리카의 식민지 주민들 중 공개적으로 영국으로부터의 독립을 지지하는 사람은 거의 없었다. 1776년에는 독립에 대한 지지가 꾸준히 증가했는데, 특히 그해 1월 토머스 페인의 소책자 상식 (소책자)가 출판된 이후 더욱 그러했다. 제2차 대륙회의에서 독립 운동은 주로 매사추세츠의 새뮤얼 애덤스와 존 애덤스, 버지니아의 리처드 헨리 리의 이름을 따서 "애덤스-리 파벌"로 알려진 비공식적인 대표단 연합에 의해 주도되었다.
1776년 5월 15일, 당시 버지니아주 윌리엄스버그에서 회의 중이던 혁명적인 제5차 버지니아 회의는 버지니아의 대륙회의 대표단에게 "영국 국왕이나 의회에 대한 모든 충성이나 의존으로부터 벗어나 식민지 연합을 자유롭고 독립적인 국가로 선언할 것을 존경하는 그 기관에 제안하라"는 결의안을 통과시켰다. 그 지시에 따라 6월 7일 리처드 헨리 리가 대륙회의에 결의안을 제안했고 존 애덤스가 동의했다.
결의한다, 이 식민지 연합들은 자유롭고 독립적인 국가들이며, 영국 국왕에 대한 모든 충성으로부터 벗어났으며, 그들과 그레이트브리튼 국가 간의 모든 정치적 관계는 완전히 해체되었고, 해체되어야 한다.
즉시 외국 동맹을 형성하기 위한 가장 효과적인 조치를 취하는 것이 필요하다.

연합 계획이 준비되어 각 식민지에 전달되어 그들의 심의와 승인을 받아야 한다.
대륙회의는 당시 독립을 선언할 준비가 되어 있지 않았다. 메릴랜드, 펜실베이니아, 델라웨어, 뉴저지, 뉴욕을 포함한 일부 식민지의 대표들은 아직 독립에 찬성표를 던질 권한을 부여받지 못했기 때문이었다. 따라서 리의 결의안 중 첫 번째 조항에 대한 투표는 독립 지지자들이 식민지 정부에서 결의안에 대한 지지를 확보할 시간을 벌기 위해 3주 동안 연기되었다. 한편, 독립이 이제 피할 수 없다는 것을 거의 모든 사람이 인정했으므로, 독립이 승인될 때를 대비하여 공식 선언을 준비하기 위한 5인 위원회가 임명되었다. 위원회는 주로 토머스 제퍼슨이 작성한 독립선언 초안을 준비하여 1776년 6월 28일 대륙회의에 제출했다.

## 승인 및 선언
독립 결의안이 며칠간 논의되는 동안 선언문은 보류되었다. 리 결의안의 독립 부분에 대한 투표는 7월 1일 월요일까지 연기되었고, 전체 위원회에서 다루어졌다. 사우스캐롤라이나의 요청으로 만장일치를 확보하기 위해 다음 날까지 결의안은 처리되지 않았다. 시험 투표에서 사우스캐롤라이나와 펜실베이니아는 반대였고, 델라웨어는 두 대표 사이에서 동률로 나뉘었다. 투표는 7월 2일에 이루어졌으며, 월요일과 화요일 사이에 중요한 변화가 있었다. 에드워드 러틀리지는 사우스캐롤라이나 대표단을 설득하여 찬성표를 던지게 했고, 펜실베이니아 대표 두 명은 불참하도록 설득되었으며, 시저 로드니는 델라웨어의 동률을 깨기 위해 밤새도록 소환되었다. 그리하여 리의 독립 결의안은 13개 식민지 중 12개 식민지에서 승인되었다. 뉴욕 식민지 대표들은 여전히 독립에 찬성표를 던질 지시를 받지 못하여 이 투표에서 기권했지만, 뉴욕 지방회의는 7월 9일에 독립을 "다른 식민지들과 함께 지지"하기로 투표했다.
리의 결의안 통과는 당시 식민지들이 영국으로부터 결정적인 독립을 선언한 것으로 보도되었다. 더 펜실베이니아 이브닝 포스트는 7월 2일에 다음과 같이 보도했다.
오늘 대륙회의는 식민지 연합들을 자유롭고 독립적인 국가로 선언했다.
펜실베이니아 가제트는 다음 날 자체적인 짧은 보고서를 통해 다음과 같이 보도했다.
어제 대륙회의는 식민지 연합들을 자유롭고 독립적인 국가로 선언했다.
7월 2일 독립 결의안을 통과시킨 후 대륙회의는 선언문의 텍스트에 집중했다. 며칠 간의 논의를 통해 대륙회의는 텍스트에 여러 가지 수정을 가했는데, 그중에는 리의 독립 결의안 문구를 결론에 추가하는 것도 포함되었다. 선언문의 최종 텍스트는 7월 4일 대륙회의에서 승인되어 인쇄되었다.
존 애덤스는 7월 3일 자신의 아내 애비게일 애덤스에게 독립 결의안에 대해 다음과 같이 썼다.
1776년 7월 2일은 아메리카 역사상 가장 기억에 남는 시대가 될 것입니다. 저는 이 날이 후세에 위대한 기념 축제로 기념될 것이라고 믿는 경향이 있습니다. 이 날은 전능하신 하나님께 대한 엄숙한 헌신 행위로 구원의 날로 기념되어야 합니다. 이 날은 이 대륙의 한쪽 끝에서 다른 쪽 끝까지, 지금부터 영원히, 웅장하고 성대한 행사, 쇼, 게임, 스포츠, 총포, 종, 모닥불, 그리고 불꽃놀이로 기념되어야 합니다.
애덤스의 예측은 이틀 틀렸다. 처음부터 미국인들은 독립 결의안이 채택된 7월 2일이 아닌, 독립선언이 승인된 7월 4일을 독립기념일로 정했다.
리의 결의안의 후자 두 부분은 몇 달 뒤에야 통과되었다. 외국 동맹 형성에 관한 두 번째 부분은 1776년 9월에 승인되었고, 연합 계획에 관한 세 번째 부분은 1777년 11월에 승인되어 1781년에 최종 비준되었다.

### 대륙회의 의사록 기록
다음은 미국 의회도서관이 발행하는 아메리칸 메모리의 대륙회의 의사록, 1774년-1789년에 기록된 독립 결의안 및 독립선언 관련 항목들이다.
- 6월 7일 금요일, "독립에 관한 특정 결의안"이 제안되고 동의되었으며, 토요일에 논의가 예정됨
- 6월 8일 토요일, 대륙회의가 결의안을 심의하지만 결정을 연기함
- 6월 10일 월요일, 대륙회의가 리의 결의안의 첫 부분을 3주간 연기하고, "해당 첫 번째 결의안의 효력을 위한 선언을 준비할 위원회"를 임명하기로 결정함.
- 6월 11일 화요일, 대륙회의가 3부 결의안을 추진할 3개 위원회를 설립하고, 첫 번째 위원회("선언을 준비할")의 5명 위원을 지명함.
- 6월 12일 수요일, 대륙회의가 나머지 2개 위원회 위원을 임명함. "연합 형태를 준비하고 정리할" 13명 중 1명, "외국에 제안할 조약 계획을 준비할" 5명 중 1명.
- 6월 28일 금요일, 위원회가 선언문 초안을 보고하고, "상정한다"고 명령함.
- 7월 1일 월요일, 대륙회의가 "독립에 관한 결의안을 심의하기 시작함"
- 7월 2일 화요일, 대륙회의가 결의안에 동의하고, 선언문을 심의하기 시작함
- 7월 3일 수요일, 선언문에 대한 추가 심의
- 7월 4일 목요일, 독립선언이 승인됨. 이날 발표된 의사록에 기록된 선언문 본문과 서명 목록은 독립선언의 비준된 버전에서 복사됨.
- 7월 12일 금요일, 연합 조항을 준비하기 위해 임명된 위원회가 초안을 제출하고 낭독됨.
- 7월 15일 월요일, 대륙회의가 뉴욕이 이제 독립을 지지한다는 것을 알게 됨
- 7월 18일 목요일, 외국 국가나 왕국과 체결할 조약 계획을 준비하기 위해 임명된 위원회가 초안을 제출하고 낭독됨.
- 7월 19일 금요일, 대륙회의가 선언문을 "양피지에 정성껏 기록하라"고 명령함
- 8월 2일 금요일, 독립선언이 대륙회의 위원들에 의해 서명됨
- 8월 27일 화요일, 수정된 조약 계획이 대륙회의가 수정한 내용에 대한 지침을 개발하기 위해 위원회로 다시 회부됨. 위원회 규모가 두 명 증가함.
- 8월 29일 목요일, 조약 계획 위원회는 추가 적절한 지침을 준비하여 대륙회의에 보고할 권한을 부여받음.
- 9월 17일 화요일, 대륙회의는 외국에 제안할 수정된 조약 계획을 논의하고, 가장 기독교적인 폐하에게 제안할 조약 계획을 [비밀리에] 통과시킴.
- 9월 24일 화요일, 대륙회의는 프랑스와의 조약 계획을 추구하는 대리인[특사]에 대한 지침 심의를 재개하고, 문단별로 논의하고 수정하여 승인함.
- 9월 26일 목요일, 1776년 대륙회의는 프랑 궁정의 특사로 벤저민 프랭클린, 사일러스 딘, 토머스 제퍼슨 세 명을 선출함. 또한 "의회의 추가 명령이 있을 때까지 비밀을 유지하고, 이 사업의 세부 사항을 공개할 의회의 허가를 얻기 전까지 어떤 의원도 이 주제에 대해 의회가 외국 동맹을 얻기 위해 필요하다고 판단한 조치를 취했다는 것 이상으로 아무것도 말할 수 없다"고 결의함.
- 1777년 11월 15일 토요일, 대륙회의는 연합규약을 개별 주의 비준을 위해 승인함.

## 같이 보기
- 핼리팩스 결의안, 1776년 4월 12일 노스캐롤라이나 지방회의가 핼리팩스에서 통과시킨 영국으로부터의 국가 독립을 요구하는 최초의 식민지 정부 결의안

## 참고 문헌
- Boyd, Julian P. The Declaration of Independence: The Evolution of the Text. Originally published 1945. Revised edition edited by Gerard W. Gawalt. University Press of New England, 1999. ISBN 0-8444-0980-4.
- Burnett, Edward Cody. The Continental Congress. New York: Norton, 1941.
- Hogeland, William. Declaration: The Nine Tumultuous Weeks When America Became Independent, May 1–July 4, 1776. New York: Simon & Schuster, 2010. ISBN 978-1-4165-8409-4.
- Maier, Pauline. American Scripture: Making the Declaration of Independence. New York: Knopf, 1997. ISBN 0-679-45492-6.